# Why Don't You Do Right?
A Why Don't You Do Right? (eredeti címe: „Weed Smoker's Dream”) című dalt 1936-ban vették fel. A dal amerikai blues és dzsessz ihlette popdal, amelyet általában Kansas Joe McCoynak tulajdonítanak. A moll hangnemben tizenkét ütemes blues néhány akkordcserével klasszikus „női blues” dalnak számít, és Dzsessz-sztenderddé vált. Lil Green énekesnő 1941-ben felvett egy népszerű feldolgozást, amelyet Peggy Lee a következő évben – Benny Goodman együttese kíséretével – vett fel, és ez lett az egyik védjegyévé vált dala. A dal az 1988-as „Who Framed Roger Rabbit?” című filmben szerepelt, Amy Irving színésznő adta elő Jessica Rabbit énekhangjaként.

## Híres felvételek
- Lil Green (1941)
- Peggy Lee (1950)
- Ella Fitzgerald (1946)
- Fats Domino (1965)
- Amy Irving (1989)
- Sinéad O'Connor (1992)
- Mark Murphy (2011)
- Ruth Brown (2014)
- Imelda May (2015)
- Gaby Moreno (2015)
- Lana Del Rey (2015)
- Beth Hart (2018)
- Natalie Cole (2021)

- Kansas Joe McCoy
- Edgy Hedgy
- Vörös Niki, Vörös László (Vörös Niki Quintet) https://vorosniki.com/

## Filmek
- 1988: Who Framed Roger Rabbit? (Roger nyúl a pácban)